# Toby Hoffman
Toby Hoffman (Vancouver, Columbia Británica, Canadá) es un violista canadiense, perteneciente a una familia de músicos. Su padre es el director de orquesta Irving Hoffman, su madre (con quien comenzó sus estudios de violín) es Esther Glazer y tiene dos hermanos Gary Hoffman chelista y Debra Hoffman arpista.
Se ha presentado como solista y músico de cámara en importantes festivales como Aspen, Chamber Music Northwest y Marlboro, y ha tocado con las orquestas de Filadelfia, Buffalo, Florida, Orquesta de cámara de Praga, Sinfónica de Chile, entre muchas otras.
Graba para Hyperion y su discografía incluye un disco de música de cámara francesa con André Previn y casi la totalidad de música de cámara de Mozart con el violinista Salvatore Accardo.
Toby Hoffman realizó sus estudios en la Escuela Juilliard de Nueva York y toca con una viola Amati de 1628 hecha en Cremona.